# Santo Hipólito
Santo Hipólito es un municipio brasileño del estado de Minas Gerais. Su población estimada en 2004 era de 3.377 habitantes.
Localizado a orillas del río de las Velhas y también bordeado por el Río Pardo, el municipio tiene su economía basada en la agricultura y ganadería. 